# Theodore Dreiser
Theodore Herman Albert Dreiser (Terre Haute, Indiana, 27 de agosto de 1871 – 28 de dezembro de 1945) foi um escritor e ativista político norte-americano. Sucedeu Frank Norris como o escritor mais representativo do naturalismo nos Estados Unidos.

## Biografia
Seu pai era um imigrante alemão católico, enquanto a mãe pertencia a uma comunidade menonita de agricultores estabelecidos em Dayton, Ohio, tendo sido repudiada após  seu casamento e conversão ao catolicismo. Theodore foi o nono de dez sobreviventes.
De 1889 a 1890, Theodore frequentou a Universidade de Indiana. Por vários anos, escreveu para o jornal Chicago Globe e depois para o St. Louis Globe-Democrat.
O seu primeiro romance, Sister Carrie (publicado em 1900), conta a história de uma mulher que troca a vida do campo por uma vida fútil na cidade de (Chicago, Illinois). O segundo romance, Jennie Gerhardt foi publicado em 1911. Grande parte da obra subsequente de Dreiser trata de injustiças sociais.
Seu primeiro sucesso comercial, Uma Tragédia Americana (1925), é a história de um jovem de caráter instável surpreendido por acontecimentos que o levam à execução por assassinato. O romance deu origem a um filme em 1931 e novamente em 1951.
Dreiser não é tão apreciado por seu estilo mas sobretudo pelo realismo de seu trabalho, pela construção dos personagens e por seus pontos de vista sobre o estilo de vida americano.  Teve grande influência sobre a geração de escritores americanos que se seguiu à sua.
Politicamente, Dreiser envolveu-se com várias campanhas contra a injustiça social, incluindo o linchamento do sindicalista Frank Little, um dos líderes da Industrial Workers of the World, o caso Sacco and Vanzetti, a deportação de Emma Goldman e a condenação do líder sindical Thomas Mooney.
Em 1935 a associação das bibliotecas de Warsaw, Indiana ordenou a queima de todos os trabalhos de Dreiser existentes nos acervos.
Dreiser, um militante socialista ou antes, comunista, escreveu vários livros de não-ficção sobre questões políticas, dentre os quais Dreiser Looks at Russia (1928), sobre sua viagem à União Soviética, em 1927, Tragic America (1931) e America is Worth Saving (1941). Elogiou a União Soviética sob Stalin durante o Grande Terror e a aliança com Hitler.
Filiou-se ao Partido Comunista Americano em  agosto de 1945. Em dezembro, faleceu em Hollywood, de ataque cardíaco, aos 74 anos. Encontra-se sepultado no Forest Lawn Memorial Park (Glendale), Glendale, Los Angeles, nos Estados Unidos.

## Trabalhos

### Ficção
- Sister Carrie (1900)
- Jennie Gerhardt (1911)
- The Financier (1912)
- The Titan (1914)
- The "Genius" (1915)
- Free and Other Stories (1918)
- An American Tragedy (1925)
- Chains: Lesser Novels and Stories (1927)
- The Total Stranger (1944)
- The Bulwark (1946)
- The Stoic (1947)

### Drama
- Plays of the Natural and Supernatural (1916)
- The Hand of the Potter (1918), produzido pela primeira vez em 1921

### Poesia
- Moods: Cadenced and Declaimed (Nova York: Boni & Liveright, 1926), 127 poemas em uma edição estritamente limitada de 550 cópias numeradas assinadas pelo autor, das quais 535 estavam à venda; revisado e ampliado como Moods: Philosophical and Emotional (Cadenced and Declaimed) (Nova York: Simon & Schuster, 1935)

### Não ficção
- A Traveler at Forty (1913)
- A Hoosier Holiday (1916)
- Twelve Men (Nova York: Boni & Liveright, 1919)
- Hey Rub-a-Dub-Dub: A Book of the Mystery and Wonder and Terror of Life (Nova York: Boni & Liveright, 1920)
- A Book About Myself (1922); republicado (não expurgado) como Newspaper Days (Nova York: Horace Liveright, 1931)
- The Color of a Great City (Nova York: Boni & Liveright, 1923)
- Dreiser Looks at Russia (Nova York: Horace Liveright, 1928)
- My City (1929)
- A Gallery of Women (1929)
- Tragic America (Nova York: Horace Liveright, 1931)
- Dawn (Nova York: Horace Liveright, 1931)
- America Is Worth Saving (Nova York: Modern Age Books, 1941)
- Notes on Life, editado por Marguerite Tjader e John J. McAleer (University of Alabama Press; 1974)
- Theodore Dreiser: Political Writings, editado por Jude Davie (University of Illinois Press; 2011)